# Antoni Valls i Galí
Antoni Valls i Galí   (Barcelona, 1798 - Barcelona, 1877) va ser un mestre d'obres català.

## Biografia
Fill del mestre de cases Joan Valls i Balansó i de Rosa Galí, el 1832 va obtenir el títol de mestre d'obres a la Reial Acadèmia de Belles Arts de Sant Ferran.
Al centre històric de Barcelona realitzà diverses obres, com les Cases Jeroni Rabassa (1846) o la Casa Pau Vilaregut (1853). També fou l'autor de les primeres cases construïdes a l'Eixample a la cruïlla dels carrers de Llúria i del Consell de Cent (1863), promogudes per Josep Cerdà i Soler.